# Graffenrieda sipapoana
Graffenrieda sipapoana är en tvåhjärtbladig växtart som beskrevs av John Julius Wurdack. Graffenrieda sipapoana ingår i släktet Graffenrieda och familjen Melastomataceae. Inga underarter finns listade i Catalogue of Life.